# Pogórze Wezerskie

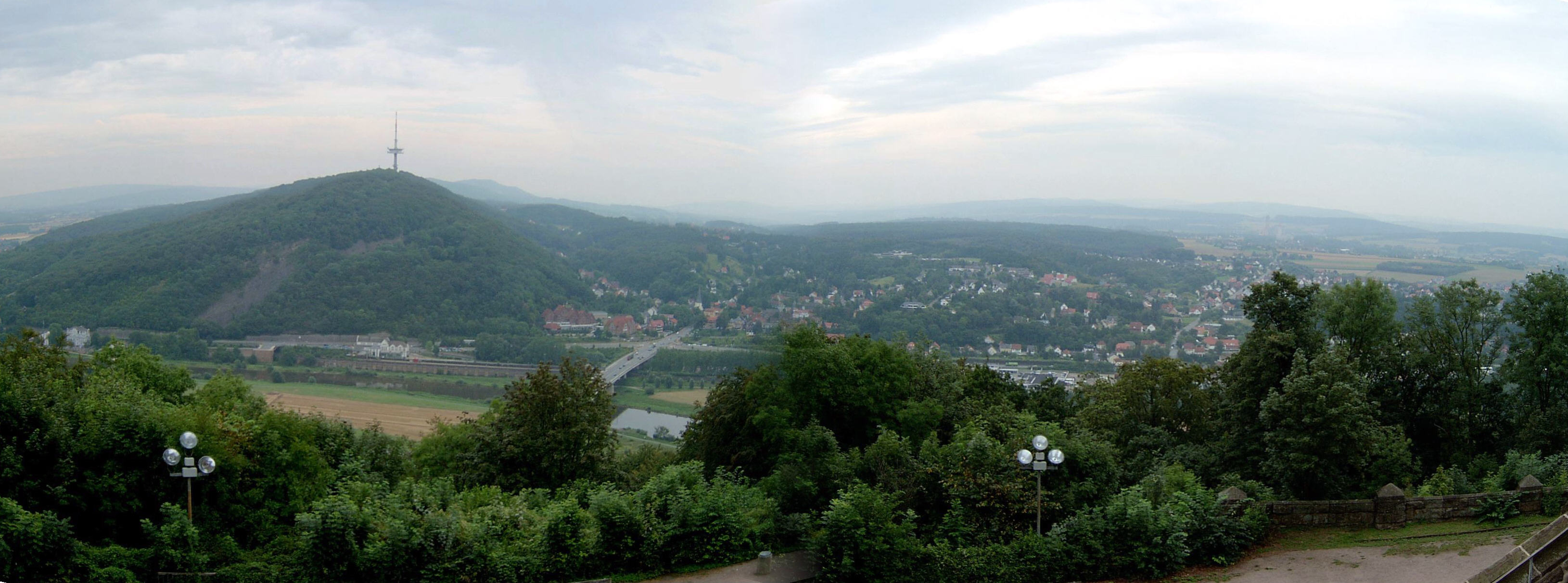
Góry Wezerskie, okolice Porta Westfalica

Pogórze Wezerskie (niem. Weserbergland) – pasmo wzgórz i gór niskich Średniogórza Niemieckiego, w Dolnej Saksonii, Hesji i Nadrenii Północnej Westfalii, między miastami Porta Westfalica i Hann. Münden.
Pogórze Wezerskie stanowią pas wzgórz i kotlin o wysokościach na ogół od 300 do 500 m n.p.m. Przestrzeń krajobrazowa określona jest przez wzniesienia i doliny jednej z największych rzek Niemiec – Wezery. Najważniejszymi miastami Pogórza Wezerskiego są Bad Karlshafen, Holzminden, Höxter, Bodenwerder, Hameln, Rinteln i Vlotho.
W krajobrazach Pogórza Wezerskiego umieścili swoje opowiadania Bracia Grimm, m.in. baśń Flecista z Hameln, opisującą wydarzenie, które ponoć naprawdę miało miejsce w 1284, choć w rzeczywistości przebiegło inaczej, niż opisuje to legenda. Z miasta Fülme w Pogórzu Wezerskim pochodzi jeden z polskich rodów możnowładczych – Herburtowie. Okolica znana jest również z renesansowych budowli.
Ważniejsze szczyty (z północy na wschód):
- Möncheberg (326 m) – najwyższe wzniesienie Gór Wezerskich(inne języki) (niem. Wesergebirge)
- Süntel (437 m)
- Ottensteiner Hochebene (ca. 300 m)
- Vogler (460 m)
- Solling (528 m)
- Reinhardswald (472 m)
- Bramwald (408 m).